# Lorraine-Dietrich Type GO
Der Lorraine-Dietrich Type GO ist eine Baureihe von Pkw-Modellen aus der Zeit um 1910. Dazu gehören Type CGO, Type TGO und Type RGO. Hersteller war Lorraine-Dietrich in Frankreich.

## Beschreibung
Die Modelle wurden von 1909 bis 1910 angeboten. Vorgänger war der Type FO und Nachfolger der Type HO.
Konstrukteur des Motors war Giustino Cattaneo, der für das italienische Partnerunternehmen Isotta Fraschini tätig war. Er entwickelte einen Vierzylinder-Reihenmotor. Er ist als T-Kopf-Motor ausgeführt. Jeweils zwei Zylinder sind paarweise zusammengegossen. 130 mm Bohrung und 150 mm Hub ergeben 7964 cm³ Hubraum. Der Motor war damals in Frankreich steuerlich mit 40 CV eingestuft.
Der Motor ist vorn längs im Fahrgestell eingebaut. Er treibt über ein Vierganggetriebe und Ketten die Hinterräder an. Die Bremse wirkt zeittypisch nur auf die Hinterachse.
Die drei Ausführungen unterscheiden sich im Radstand. Beim Type CGO beträgt er 313 cm, beim Type TGO 338 cm und beim Type RGO 280 cm.
Bekannt sind die Karosseriebauformen viertüriger Torpedo sowie zweisitziger Phaeton beim Type RGO.
Der Type GO 6 hat einen Sechszylindermotor mit gleichen Zylinderabmessungen.